# Municipio de Richland (condado de Ford)
El municipio de Richland (en inglés: Richland Township) es un municipio ubicado en el condado de Ford en el estado estadounidense de Kansas. En el año 2010 tenía una población de 888 habitantes y una densidad poblacional de 9,07 personas por km².

## Geografía
El municipio de Richland se encuentra ubicado en las coordenadas 37°42′00″N 100°3′29″O / 37.70000, -100.05806. Según la Oficina del Censo de los Estados Unidos, el municipio tiene una superficie total de 97.86 km², de la cual 97.71 km² corresponden a tierra firme y (0.16%) 0.16 km² es agua.

## Demografía
Según el censo de 2010, había 888 personas residiendo en el municipio de Richland. La densidad de población era de 9,07 hab./km². De los 888 habitantes, el municipio de Richland estaba compuesto por el 78.72% blancos, el 0.56% eran afroamericanos, el 1.13% eran amerindios, el 3.83% eran asiáticos, el 0.23% eran isleños del Pacífico, el 11.37% eran de otras razas y el 4.17% pertenecían a dos o más razas. Del total de la población el 50.23% eran hispanos o latinos de cualquier raza.